# Calma (singolo)
Calma è un singolo del cantante portoricano Pedro Capó, pubblicato il 20 luglio 2018.

## Video musicale
Il videoclip è stato pubblicato il 26 luglio 2018 sul canale Vevo-YouTube del cantante.

## Altre versioni

### Versione con Farruko
Il 5 ottobre 2018 il singolo è stato pubblicato in una nuova versione con Farruko denominata Calma (Remix).

### Versione con Alicia Keys
Il 19 aprile 2019 è stata pubblica una terza versione del brano denominata Calma (Alicia Remix), cantata in Spanglish, al quale si aggiunge anche la cantante statunitense omonima.
Video musicale
Per questa versione, il 18 aprile 2019 è stato realizzato un terzo videoclip nel quale protagonista è anche la stessa Alicia Keys.